# Conference bike

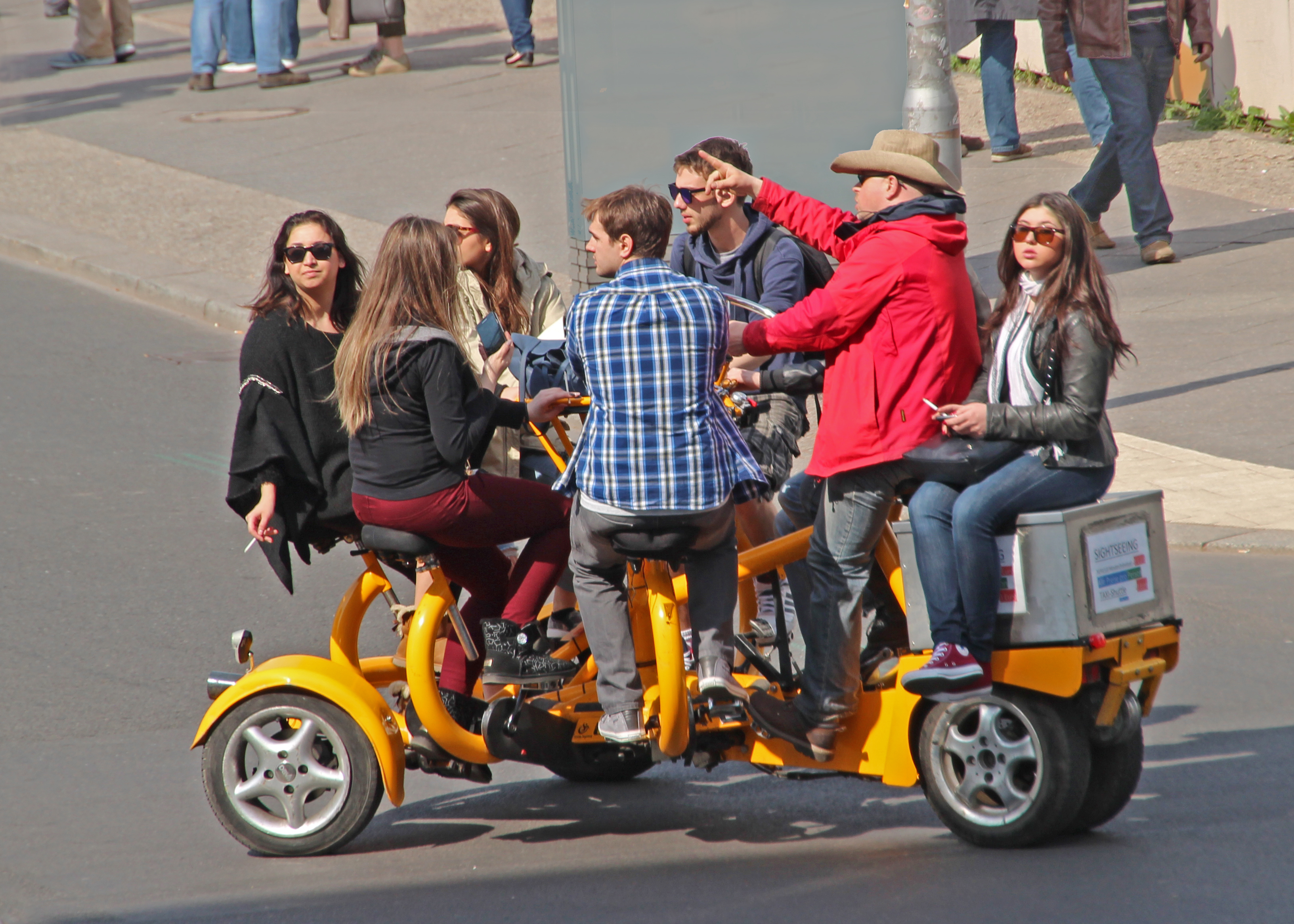
Een bemande conference bike, gefotografeerd in Berlijn

De conference bike is een fiets voor 7 personen. Er is één bestuurder maar iedereen trapt. De fiets was in 1996 voor het eerst in Nederland te zien.

## Geschiedenis
De conference bike is bedacht door de Amerikaanse kunstenaar Eric Staller. De naam van de fiets was aanvankelijk "the octos" en deze was voor acht personen. Uit praktische overwegingen is dit later naar 7 personen gegaan. Ook werd er een 5-persoonsversie  gemaakt in opdracht van een groot festival.
De eerste fiets had een tandwielaandrijving gemaakt van motoronderdelen, dit bleek te zwaar om te trappen. De tweede reeks fietsen is daarom met een speciale kettingaandrijving uitgerust. De nieuwste serie fietsen heeft weer een tandwielaandrijving, maar veel efficiënter dan de eerste versie.

## Specificatie
- Lengte: 2,50 m
- Breedte: 1,80 m
- Draaicirkel: 6,50 m
- Gewicht: 220 kg